# ФК „Прищина“
„Прищина“ (на албански: Klubi Futbollistik Prishtina) е косовски футболен клуб от град Прищина, частично призната държава Косово. Играе в Супер лига на Косово, най-силната дивизия на Косово. Най-популярният клуб в столицата.

## История
Клубът е основан през 1922 г. като „Косово“. Играе домакинските си срещи на стадион „Фадил Вокри“ с капацитет 16 000 зрители.

## Успехи
СФРЮ
- Втора лига на Югославия:
  -  Шампион (1): 1982/83
- Косовска лига:
  -  Шампион (7): 1947/48, 1950/51, 1953/54, 1958/59, 1960/61, 1976/77, 1978/79[2]

Сърбия и Черна гора
- Втора лига на Сърбия и Черна гора:
  -  Шампион (1): 1996/97

Косово
- Супер лига
  -  Шампион (8): 1999/00, 2000/01, 2003/04, 2007/08, 2008/09, 2011/12, 2012/13, 2020/21
  -  Вицешампион (8): 2002/03, 2005/06, 2006/07, 2009/10, 2010/11, 2013/14, 2016/17, 2018/19
  -  Бронзов медал (1): 2014/15
- Купа на Косово:
  -  Носител (9): 1993/94, 1994/95, 2005/06, 2012/13, 2015/16, 2017/18, 2019/20, 2022/23, 2024/25
  -  Финалист (5): 1999/00, 2002/03, 2008/09, 2010/11, 2023/24
- Суперкупа
  -  Носител (9): 1994/95, 1995/96, 2000/01, 2003/04, 2005/06, 2007/08, 2008/09, 2012/13, 2016